# Marie Lindström

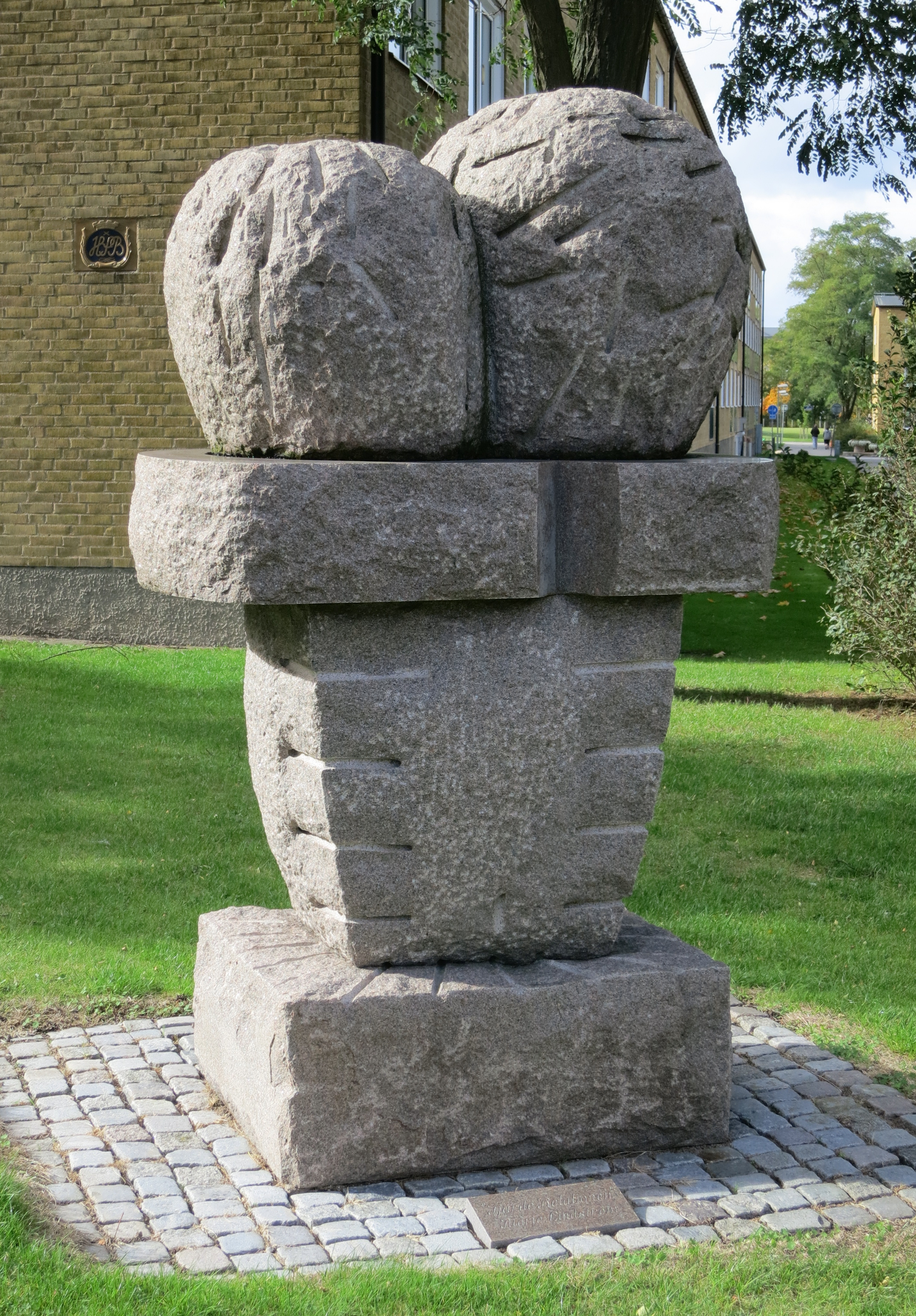
Fjärde relationen i Malmö

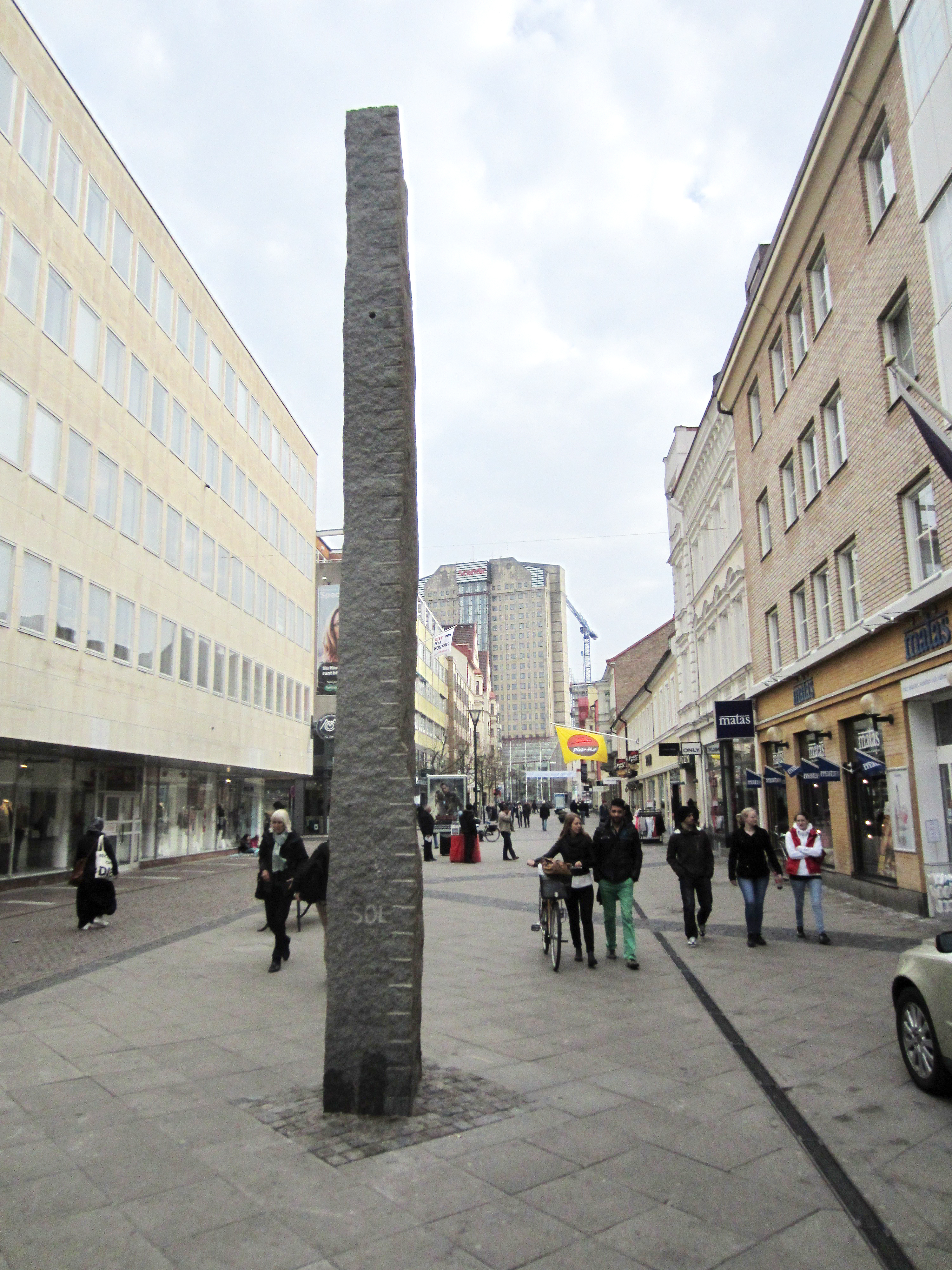
Solens finger i Malmö

Britt Marie Helen Lindström, född 8 februari 1954, är en svensk  skulptör.

## Offentliga verk i urval
- Konfrontation Pre Post, granit, två delar, 1990, Strandkyrkan och dammen i Lomma
- Jag älskar dig..., 1991, röd bohusgranit, Kaptensgårdens skulpturpark i Landskrona
- Omphalos Phialis, Kaptensgårdens skulpturpark i Landskrona
- Fjärde relationen, granit, Malmö
- Solens finger, granit, 1991 (2012), Södra förstadsgatan i Malmö